# 伊予西園寺氏
伊予西園寺氏（いよ さいおんじし）は、日本の氏族のひとつ。中世に伊予西部を領した氏族。
本姓は藤原氏（藤原朝臣）。家系は閑院流。西園寺家の支流にあたる。

## 歴史
室町時代から戦国時代にかけて、伊予国南西部の宇和郡一帯（現在の愛媛県西予市周辺）に勢力を持った地方豪族である。
宇和地方は鎌倉時代中期の嘉禎2年（1236年）に西園寺公経が鎌倉幕府に頼み込んで、橘公業からほとんど横領に近い形で獲得し、自己の荘園とした。かつては、幕府滅亡から南北朝分立に至る動乱と西園寺宗家断絶の混乱の中で、公経の昆孫にあたる公良が、永和2年（1376年）に年貢収入の安定化を図って宇和郡に入り、在地の土豪を支配下に組み入れて領国支配を開始したと考えられていた。これは、江戸時代に編纂された『宇和旧記』に由来する伝承である。しかし、伊予における西園寺氏の活動の初見は正平15年（1360年）2月15日であること、『師守記』に西園寺公重が当時四国の沿岸部を表す単語であった「辺土」で亡くなったと記載があることから、文和2年（1353年）11月に、公重の所領が西園寺実俊に売却されたのちに宇和郡に下向したとされる。また、伊予西園寺氏の活動が確認できる最初の発給文書は、正平15年（1360年）2月15日付けの国宣で、正平という南朝の年号を用いていること、南朝方の新居氏の氏寺である観音寺に対しての文書であることから、伊予国にいた西園寺氏は公重であると考えられる。
正平19年（1364年）には、西園寺氏の人間（石野弥栄はこれを公重の息子・西園寺実長のことであると推定している）が家督を相続している。ただし、『公卿補任』では実長は文和4年（1355年）に亡くなったとされており、西園寺公俊であるとする説もあるが、詳細は不明である。
次に伊予西園寺氏の活動が確認できるのは正平23年（1368年） 〜 同24年にかけてであり、花押から西園寺大納言（西園寺実長か）が発給したものであると考えられている。また康暦2年（1380年）にも同様の書状が確認できる。北朝の年号である康暦が用いられている理由は、康暦の政変にて細川頼之が失脚し、南朝方であった河野道直と西園寺大納言が北朝方についたからであるとされる。
『予章記』には「康暦元己未（1379年）、宮方は天授元年なり。霜月六日晩景に、通直御生害有ける。西園寺家も一所に御生害也」と見える。
永享10年（1438年）10月には、宇和荘の立間中将公広（戦国時代の西園寺公広とは別人）と松葉熊満（のちに教右と改名）が所領争いの仲裁のために上洛している。このとき、本家の西園寺公名は幕府と共に仲裁に携わっており、『公名公記』によると、両者は一度和睦したものの、熊満が消息を絶ってしまったという。また、永享の乱の際には、立間流西園寺氏と松葉流西園寺氏は足利持氏の討伐に参加しているものの、松葉流の行動については伝聞体で記録されており、本家・立間流と松葉流は別行動をしていたと推察できる。
永享11年には、河野氏経由で伊予の立間殿・竹林寺殿に大和永享の乱への出兵が依頼されている。一方、松葉流の松葉教右は、足利義教から偏諱を賜っていることから、河野氏経由ではなく、幕府から直接出兵を要請されていたと考えられる。
嘉吉2年（1442年）には、松葉教右が初めて西園寺公名と面会している。これは、教右が足利義教という後ろ盾を失ったことが関係しているとされる。
嘉吉3年（1443年）には、立間公広が松葉知行分を除いた宇和荘代官に任じられている。
『公卿補任』永正17年（1520年）条には、「権中納言、正三位、同実宣（注によると当時25歳）。五月下旬伊予国に下向」とある。
『公卿補任』天文5年（1536年）条には、「非参議、従三位、藤公朝（注によると当時22歳）。正月五日叙」とあり、太田亮は伊予西園寺氏との関係を指摘している。
戦国時代に入ると、伊予東部の河野氏や、土佐の一条氏・豊後の大友氏と抗争し、その侵攻に遭って次第に衰退していった。天正12年（1584年）、当主西園寺公広は長宗我部元親の侵攻に遭って降った。そして翌天正13年（1585年）、長宗我部氏が羽柴秀吉の四国侵攻に遭って降伏し、本国土佐を除く三国を没収されると、戸田勝隆が宇和郡の新領主として封じられ、天正15年（1587年）に公広が勝隆に謀殺されるに及んで伊予西園寺氏は滅亡した。
ちなみに伊予西園寺氏に仕えていた土居清良が書いたとされる軍記物『清良記』には同氏に関する記述がある。 
現在も西予市の隣、八幡浜市日土町の一部地域に西園寺一族の末裔と見られる家々がある。